# Guilherme, Conde de Hesse-Philippsthal
Guilherme, Conde de Hesse-Philippsthal (29 de Agosto de 1726, Philippsthal - 8 de Agosto de 1810, Philippsthal) foi um membro da Casa de Hesse e conde de Hesse-Philippsthal entre 1770 e a sua morte.

## Vida
Guilherme era o filho mais velho de Carlos I, Conde de Hesse-Philippsthal e da sua primeira esposa, a princesa Carolina Cristina de Saxe-Eisenach, filha de João Guilherme III, Duque de Saxe-Eisenach. Sucedeu ao seu pai como conde de Hesse-Philippsthal em 1770.
Guilherme prestou serviço militar no exécito dos Países Baixos na posição de General da Cavalaria e Governador de 's-Hertogenbosch. Guilherme era também Komtur (comandante) dos Cavaleiros Hospitaleiros da Comandaria de Łagów.
Em 1806, o condado de Hesse-Philippsthal foi ocupado por tropas francesas e anexado ao Reino de Vestfália, que teve uma curta duração. Guilherme morreu antes de os seus territórios serem libertados dos franceses.

## Casamento e descendência
Guilherme casou-se a 22 de Junho de 1755 em Tournai com a sua prima Ulrica Leonor (1732–1795), filha de Guilherme, Conde de Hesse-Philippsthal-Barchfeld. Juntos, tiveram os seguintes filhos:
1. Carolina de Hesse-Philippsthal (17 de Março de 1756 - 17 de Setembro de 1756), morreu aos sete meses de idade.
2. Carlos de Hesse-Philippsthal (6 de Novembro de 1757 - 2 de Janeiro de 1793), tenente-coronel dos Guardas de Hesse-Cassel; casado com a princesa Vitória de Anhalt-Bernburg-Schaumburg-Hoym; com descendência.
3. Guilherme de Hesse-Philippsthal (25 de Novembro de 1758 - 17 de Setembro de 1760), morreu aos vinte-e-três meses de idade.
4. Frederica de Hesse-Philippsthal (13 de Junho de 1760 - 27 de Novembro de 1771), morreu aos onze anos de idade.
5. Juliana de Hesse-Philippsthal (8 de Junho de 1761 – 9 de Novembro de 1799), casada com Filipe II, Conde de Schaumburg-Lippe; com descendência.
6. Frederico de Hesse-Philippsthal (4 de Setembro de 1764 - 16 de Junho de 1794), prestou serviço militar nos exércitos de Hesse-Cassel, da Rússia e dos Países Baixos; foi morto em combate durante a Batalha de Waterloo; sem descendência.
7. Guilherme de Hesse-Philippsthal (10 de Outubro de 1765 - 23 de Fevereiro de 1776), morreu aos quatro meses de idade.
8. Luís, Conde de Hesse-Philippsthal (8 de Outubro de 1766 – 15 de Fevereiro de 1816), conde de Hesse-Philippsthal entre 1813 e a sua morte; casado morganaticamente com a condessa Marie Franziska Berghe de Trips; com descendência.
9. Carlota Guilhermina de Hesse-Philippsthal (25 de Agosto de 1767 - 14 de Setembro de 1764), morreu com menos de um mês de idade.
10. Ernesto Constantino, Conde de Hesse-Philippsthal (8 de Agosto de 1771 - 25 de Dezembro de 1849), conde de Hesse-Philippsthal entre 1816 e a sua morte; casado primeiro com a princesa Luísa de Schwarzburg-Rudolstadt; com descendência. Casado depois com a princesa Carolina de Hesse-Philippsthal, sua sobrinha; com descendência.

## Genealogia
| Guilherme, Conde de Hesse-Philippsthal | Pai: Carlos I, Conde de Hesse-Philippsthal | Avô paterno: Filipe, Conde de Hesse-Philippsthal        | Bisavô paterno: Guilherme VI, Conde de Hesse-Cassel  |
| Guilherme, Conde de Hesse-Philippsthal | Pai: Carlos I, Conde de Hesse-Philippsthal | Avô paterno: Filipe, Conde de Hesse-Philippsthal        | Bisavó paterna: Edviges Sofia de Brandemburgo        |
| Guilherme, Conde de Hesse-Philippsthal | Pai: Carlos I, Conde de Hesse-Philippsthal | Avó paterna: Catarina de Solms-Laubach                  | Bisavô paterno: Carlos Otão, Conde de Solms-Laubach  |
| Guilherme, Conde de Hesse-Philippsthal | Pai: Carlos I, Conde de Hesse-Philippsthal | Avó paterna: Catarina de Solms-Laubach                  | Bisavó paterna: Isabel de Bentheim-Steinfurt         |
| Guilherme, Conde de Hesse-Philippsthal | Mãe: Carolina Cristina de Saxe-Eisenach    | Avô materno: João Guilherme III, Duque de Saxe-Eisenach | Bisavô materno: João Jorge I, Duque de Saxe-Eisenach |
| Guilherme, Conde de Hesse-Philippsthal | Mãe: Carolina Cristina de Saxe-Eisenach    | Avô materno: João Guilherme III, Duque de Saxe-Eisenach | Bisavó materna: Joaneta de Sayn-Wittgenstein         |
| Guilherme, Conde de Hesse-Philippsthal | Mãe: Carolina Cristina de Saxe-Eisenach    | Avó materna: Cristina Juliana de Baden-Durlach          | Bisavô materno: Carlos Gustavo de Baden-Durlach      |
| Guilherme, Conde de Hesse-Philippsthal | Mãe: Carolina Cristina de Saxe-Eisenach    | Avó materna: Cristina Juliana de Baden-Durlach          | Bisavó materna: Ana Sofia de Brunsvique-Volfembutel  |